# 里卡多·布罗斯基

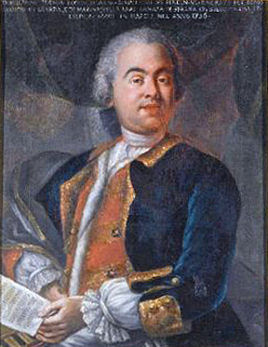

里卡多·布罗斯基（義大利語：Riccardo Broschi，1698年—1756年），意大利巴洛克作曲家。 生于意大利南部安德里亞音乐世家。父亲是作曲家。 
最著名的作品为阿塔瑟西（此综合歌剧也包含了其他作曲家哈塞， 波尔波拉的作品），由他的弟弟法里内利主演。 其中的“让我流泪”一曲，亦是法里内利最广为人知的咏叹调。